# ニコラス・リーク (第4代スカーズデール伯爵)
第4代スカーズデール伯爵ニコラス・リーク（英語: Nicholas Leke, 4th Earl of Scarsdale、1682年11月6日 – 1736年7月17日）は、イングランド貴族。姓はLeeke、Leak（読みはいずれも同じくリーク）とも。トーリー党に所属した。

## 生涯
リチャード・リーク（Richard Leke、1687年4月16日没、第2代スカーズデール伯爵ニコラス・リークの息子）とメアリー・モリニュー（Mary Molyneux、1691年没、第3代準男爵サー・ジョン・モリニューの娘）の息子として、1682年11月6日に生まれた。わずか9歳で両親を亡くし、伯父ロバートのもとで育てられたとされる。1699年4月6日、ケンブリッジ大学セント・ジョンズ・カレッジに入学した。1702年から1703年までオーストリア、ドイツ、イタリアを旅した後、1706年、オックスフォード大学よりD.C.L.の学位を授与された。
1707年12月27日に伯父ロバートが死去すると、スカーズデール伯爵の爵位を継承した。同時にダービーシャーとノッティンガムシャーにおける地所を継承したが、多額の負債も背負うことになり、さらに8,500ポンドの遺贈も支払わなければならなかった。1708年1月8日、貴族院に初登院した。
1708年9月に落馬事故で怪我をしたが、11月までに復帰、1709年1月にはグレートブリテン貴族爵位を有するスコットランド貴族でもスコットランド貴族代表議員選挙における投票権を有することを支持した（しかし、1711年12月には第4代ハミルトン公爵ジェイムズ・ハミルトンがグレートブリテン貴族のブランドン公爵として貴族院議員に就任することに反対票を投じた）。1711年3月、ヘンリー・サシェヴェレルの弾劾裁判で無罪を主張した。
1710年夏、トーリー党員の第2代ボーフォート公爵ヘンリー・サマセットはスカーズデール伯爵のダービーシャー統監就任を確保しようとし、一旦は失敗したが、スカーズデール伯爵は最終的には1711年3月にダービーシャー統監（およびダービーシャー首席治安判事）に任命された。スカーズデール伯爵はこの時期のトーリー党政権を支持していたが、見返りがダービーシャー統監しかなかったため不満を感じ、1712年3月には「ホイッグ党員への転向を宣言し、マールバラ公爵夫人がオペラハウスを出るときに彼女をエスコートした」と報じられた。8月にウィーン駐在大使への任命が報じられたが、「スカーズデール伯爵が神聖ローマ皇帝カール6世に謁見」と「スカーズデール伯爵は本市（ロンドン）で500人に目撃され、未だに本市に滞在中」という矛盾した報道が出回るなど混乱の末、12月にはユトレヒトでのスペイン継承戦争講和交渉の内容が公表されるまで出発しないと報じられた。ユトレヒト条約が締結された後、1714年2月に初代オックスフォード＝モーティマー伯爵ロバート・ハーレーはスカーズデール伯爵に手紙を出して、ウィーンへの出発を促したものの、スカーズデール伯爵は返信として自身の解任を求めた。
アン女王の死後、ダービーシャー統監を解任され、1715年ジャコバイト蜂起では一時逮捕、投獄された。
1736年7月17日に生涯未婚のまま死去、爵位は廃絶した。死後、第2代リッチフィールド伯爵ジョージ・ヘンリー・リーに500ポンドを残し、それ以外の遺産は主に親族の間で分割相続された。